# Biblioteca del Parlamento de Cataluña
La Biblioteca del Parlamento de Cataluña (en catalán Biblioteca del Parlament de Catalunya) se inauguró el 20 de diciembre de  1984 para dar servicio, principalmente, a la comunidad parlamentaria según el Art. 17 de los Estatutos del régimen y el gobierno interior del Parlamento de Cataluña. Está situada en el parque de la Ciudadela en el interior de la sede del Parlamento de Cataluña, en Barcelona, (España).

## Edificio
El edificio del Palacio del Parlamento de Cataluña fue construido como parte del arsenal de una antigua ciudadela militar en estilo neoclásico francés a principios del siglo XVIII, consistía en dos naves con patios que conformaban una planta cuadrada. El arquitecto municipal Pedro Falqués realizó una ampliación en 1919 para adecuarlo como palacio real, con unas nuevas reformas en el año 1932 pasó a ser sede del Parlamento de Cataluña. Durante el gobierno franquista se instaló un museo y actualmente vuelve a acoger en su interior al Parlamento de Cataluña, habiéndose habilitado, a partir de 1984, unas dependencias de la planta baja como biblioteca.

## Fondos
El fondo de la biblioteca está especializado en derecho público, específicamente en derecho parlamentario. Dispone, también, de un fondo de derecho comunitario, de derecho privado, de ciencias sociales, de historia de Cataluña y de otras disciplinas, sobre las que el Parlamento tiene competencia para legislar.

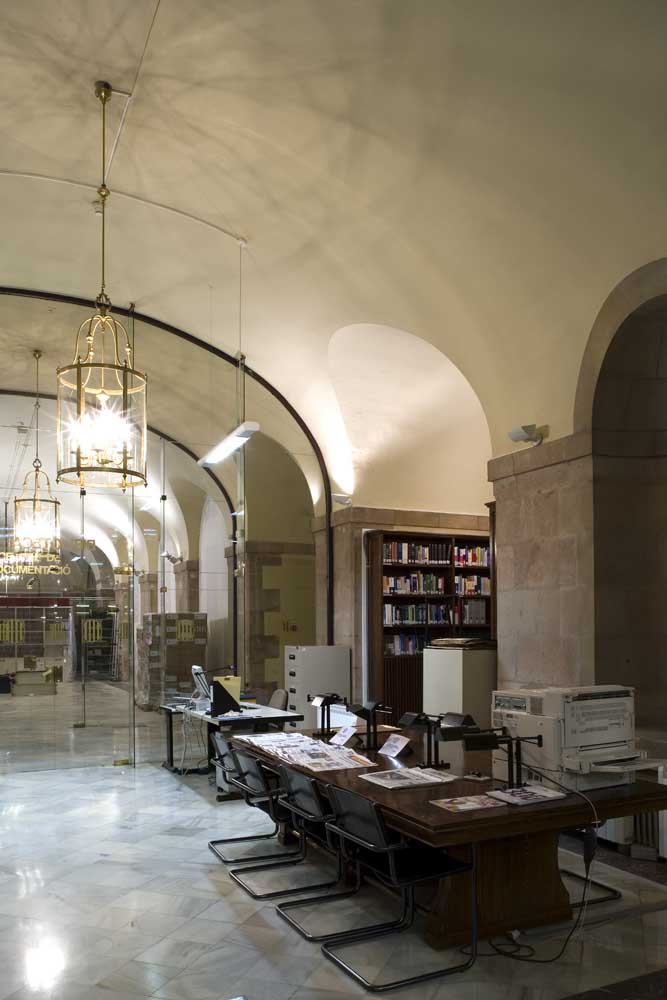
Sala de consulta de la Biblioteca del Parlamento de Cataluña

El catálogo de la biblioteca consta de casi 55.300 registros (año 2021), de entre los cuales cabe destacar 250 títulos de revistes en curso.
Se puede encontrar todo tipo de documentos en cualquier soporte documental: 
Obras de referencia
Monografías especializadas en las materias propias, con cerca de unas treinta mil unidades de documentos.
Revistas de ámbito general y especializado, boletines oficiales.
Prensa local, nacional e internacional
Publicaciones oficiales del Estado español, de las Comunidades autónomas, de les provincias catalanas, y de la Unión Europea
Repertorios de legislación y jurisprudencia
Publicaciones de la Generalidad de Cataluña
Bases de datos de sumarios de revistas, legislación y jurisprudencia y otras
Fondos especiales como la donación Fornas (Josep Fornas ), la donación Castellet, documentación política y fondo bibliográfico de los diputados.

### Donación Fornas
La Donación Fornas, realizada el año 1985, contiene documentación sobre la historia política de Cataluña desde la Primera República hasta los años de la posguerra franquista. Se compone de 6.691 libros, 2.356 folletos, 300 carteles i 1.203 títulos de hemeroteca del siglo XIX, y constituye un fondo bibliográfico de gran valor histórico.

### Fondo bibliográfico de los diputados
El fondo bibliográfico de los diputados está formado por obras escritas por diputados o que contengan su biografía.

### Programas y carteles electorales
Este fondo recoge los programas y carteles electorales de los partidos con representación parlamentaria presentados en las elecciones al Parlamento.

## Recursos documentales en línea
El catálogo de la biblioteca, así como algunos de los productos que elabora, se pueden consultar en línea en el apartado de recursos documentales: del portal parlamentario:
- Biografías temáticas
- Boletín de sumarios[5]
- Carteles de la Donación Fornas[6]
- Dossieres legislativos
- Guías de recursos
- Dossieres temáticos

Cabe destacar, también, la preparación de espacios de documentación temáticos asociados al ámbito de trabajo de las comisiones parlamentarias, como el espacio de documentación de la Comisión de Salud.

## Cooperación
La biblioteca participa y ha firmado convenios de cooperación con diversas bibliotecas y proyectos, como  el Arxiu de Revistes Catalanes Antigues (ARCA) con la digitalitzación del diario “La Publicitat”, BEGC, Biblioteca de l'ICAB para optimitzar los recursos bibliográficos y documentales de las dos instituciones y, también, con el CSUC, Red_Parlamenta, Dialnet, la Memòria Digital de Catalunya i el almacén cooperativo GEPA.

### CSUC
Desde el año 2015 el catálogo de la biblioteca está integrado en el CCUC (Catàleg Col·lectiu de les Universitats Catalanes) y, también, ha firmado los acuerdos de préstamo interbibliotecario.

### Red_Parlamenta
La  Red_Parlamenta es una red de cooperación de los servicios documentales de los parlamentos autonómicos del Estado español.
La Biblioteca del Parlament de Catalunya participó, el mes de octubre del año 2009, en la puesta en marcha de la plataforma.

### Dialnet
Desde el año 2012, mediante un convenio, participa en la base de datos de sumarios de Dialnet con la introducción de sumarios de revistas de ámbito parlamentario y de derecho público.

### MDC
Memòria Digital de Catalunya con la carga de folletos y hojas volantes de la colección Josep Fornas (s. XVIII-XX).

### GEPA
Almacén cooperativo GEPA con el envío de monografías y revistas.

## Usuarios
Comunidad parlamentaria: parlamentarios, asesores y colaboradores, servicios y órganos parlamentarios
Miembros de otros parlamentos, de instituciones y organismos públicos
Investigadores autorizados
Medios de comunicación acreditados
Ciudadanía
Las solicitudes de información se pueden realizar personalmente, por teléfono, por fax, o bien, por medio de correo electrónico.

## Acceso a la biblioteca
La sala de la biblioteca se encuentra en la planta baja de las dependencias del Palacio. 
Los usuarios externos pueden acceder, previa cita e identificación a la entrada del Palacio, para consultas especializadas.